# Episodi di Baby Daddy (quinta stagione)
La quinta stagione della serie televisiva Baby Daddy è stata trasmessa negli Stati Uniti dal 3 febbraio al 3 agosto 2016 sul canale Freeform (la prima ad andare in onda dopo il cambio di nome di ABC Family). La produzione è iniziata il 17 agosto 2015, per essere interrotta temporaneamente il 26 ottobre a seguito del ricovero di Jean-Luc Bilodeau il fine settimana precedente.
In Italia è stata resa disponibile interamente su Infinity TV da fine settembre 2016, per poi essere trasmessa dal 23 novembre 2016 al 30 gennaio 2017 su Joi, canale pay della piattaforma Mediaset Premium. In chiaro è stata trasmessa dal 14 settembre al 5 ottobre 2017 su Italia 1.
A seguito di un disguido tecnico, il 2 ottobre 2017 Italia 1 ha invertito l'ordine di trasmissione degli episodi, trasmettendo prima il 14° e poi il 13°.
| n° | Titolo originale        | Titolo italiano           | Prima TV USA     | Prima TV Italia  |
| -- | ----------------------- | ------------------------- | ---------------- | ---------------- |
| 1  | Love and Carriage       | Prima o poi               | 3 febbraio 2016  | 23 novembre 2016 |
| 2  | Reinventing the Wheeler | Un nuovo Ben              | 10 febbraio 2016 | 30 novembre 2016 |
| 3  | Ben-geance              | Ben-detta                 | 17 febbraio 2016 | 5 dicembre 2016  |
| 4  | The Tuck Stops Here     | Mary-Hart                 | 24 febbraio 2016 | 5 dicembre 2016  |
| 5  | The Dating Game         | Il gioco delle coppie     | 2 marzo 2016     | 12 dicembre 2016 |
| 6  | Never Ben Jealous       | Fratelli rivali           | 9 marzo 2016     | 12 dicembre 2016 |
| 7  | The Return of the Mommy | Il ritorno della mamma    | 16 marzo 2016    | 19 dicembre 2016 |
| 8  | Room-mating             | L'assistente di Bonnie    | 23 marzo 2016    | 19 dicembre 2016 |
| 9  | Stupid Cupid            | L'uomo del meteo          | 30 marzo 2016    | 26 dicembre 2016 |
| 10 | Homecoming and Going    | Un weekend al mare        | 6 aprile 2016    | 26 dicembre 2016 |
| 11 | Trial by Liar           | Bugie a giudizio          | 1º giugno 2016   | 2 gennaio 2017   |
| 12 | Ben-Semination          | Un'improbabile alleanza   | 8 giugno 2016    | 2 gennaio 2017   |
| 13 | High School Diplomacy   | Un esame per il diploma   | 15 giugno 2016   | 9 gennaio 2017   |
| 14 | Not So Great Grandma    | Una pessima madre         | 22 giugno 2016   | 9 gennaio 2017   |
| 15 | Unholy Matrimony        | Il matrimonio sconsacrato | 29 giugno 2016   | 16 gennaio 2017  |
| 16 | Double Date Double Down | Il dottor Scommessa       | 6 luglio 2016    | 16 gennaio 2017  |
| 17 | The Love Seat           | La poltrona dell'amore    | 13 luglio 2016   | 23 gennaio 2017  |
| 18 | She Said, Ben Said      | I due Cupido              | 20 luglio 2016   | 23 gennaio 2017  |
| 19 | Condom Conundrum        | L'enigma del preservativo | 27 luglio 2016   | 30 gennaio 2017  |
| 20 | My Fair Emma            | Tutta un'altra vita       | 3 agosto 2016    | 30 gennaio 2017  |